# Harold Burrage
Harold Burrage  (1931-1966), est un pianiste et chanteur de blues et de soul américain, né et décédé à Chicago.

## Carrière
Harold Burrage commence sa carrière discographique en 1950, chez Decca accompagné par l’orchestre de Fletcher Henderson. Il la poursuit sur les labels Aladdin et States. Ses disques paraissent parfois avec le nom erroné de Harold Barrage.
En 1957, il participe au nouveau label chicagoan Cobra. Il enregistre des disques pour la firme et est aussi utilisé comme pianiste sur les disques de Magic Sam. Otis Rush joue de la guitare sur son Betty Jean.
Au début des années 1960, il s’oriente vers le genre nouveau de la musique soul et soutient les efforts de jeunes artistes tels que Tyrone Davis et Otis Clay.
Il meurt prématurément en 1966.